# Gerolsteini kaland
A Gerolsteini kaland fekete-fehér, magyar, romantikus zenés vígjáték 1957-ből. A filmet Farkas Zoltán rendezte, a forgatókönyvet Kolozsvári Andor és Szinetár György írták. Zenéjét Jacques Offenbach műveinek részbeni felhasználásával Patachich Iván szerezte, a dalszövegeket Szenes Iván írta.

## Cselekmény
A film központjában Gerolstein szépséges uralkodónője, Antónia nagyhercegnő áll, aki álruhában ismerkedik meg a szintén inkognitóban lévő Martin nagyherceggel, a szomszédos Pecunia uralkodójával.

## Főszereplők
- Házy Erzsébet – Antónia nagyhercegnő
- Darvas Iván – Martin nagyherceg
- Kiss Manyi – Klotild
- Feleki Kamill – Bumm Alfonz kancellár
- Timár József – Al’Paca
- Lázár Mária – Anasztázia
- Szabó Ernő – Árgus rendőrfőnök
- Gózon Gyula – Federik kocsmáros
- Szemes Mari – Olivia
- Váradi Hédi – Marie
- Basilides Zoltán – Összeesküvő
- Garas Dezső – Ágens
- Peti Sándor – Börtönőr